# 實方謙二
實方 謙二（さねかた けんじ、1932年11月20日 - 2014年1月23日）は、日本の法学者。専門は、経済法・独占禁止法・アメリカ反トラスト法。学位は、法学博士（東京大学）。北海道大学名誉教授、神戸学院大学名誉教授。瑞宝中綬章受章。
山本・森・松尾法律事務所弁護士（大阪弁護士会所属）。宮城県仙台市出身。「実方謙二」とも表記される

## 来歴
- 1955年（昭和30年）東京大学法学部卒業。
- 1962年（昭和37年）東京大学大学院社会科学研究科民刑事法専攻博士課程単位取得退学。
- 1963年（昭和38年）小樽商科大学商学部専任講師。
- 1965年（昭和40年）同商学部助教授。
- 1966年（昭和41年）法政大学法学部助教授。
- 1967年（昭和42年）ハーバード大学ロースクール大学院修了（LL.M.）
- 1969年（昭和44年）法政大学法学部教授。
- 1975年（昭和50年）北海道大学法学部教授。
- 1996年（平成8年）北海道大学停年退官。同名誉教授。神戸学院大学法学部教授。弁護士登録[1]
- 2003年（平成15年）同法学部特任教授。
- 2004年（平成16年）同大学院実務法務研究科科長
- 2006年（平成18年）神戸学院大学退職。同名誉教授[2]
- 2013年（平成25年）瑞宝中綬章受章[3]
- 2014年（平成26年）1月23日 死去[4]。81歳没。

この他、コロンビア大学法学部客員教授（1983年）やメルボルン大学法学部客員教授（1986年）、公正取引委員会「情報・通信産業と競争政策研究会」座長（1988年～1996年）、公正取引委員会「流通・取引慣行と競争政策検討委員会」座長（1989年～1990年）も務めた。
實方の父は、やはり私法専攻の法学者で小樽商科大学学長を務めた實方正雄である。

## 学説
不利益処分説
- 経済活動の取引の拘束とは、経済上の不利益をもって担保されることが必要かにつき、本説では遵守しない場合には何らかの経済上の不利益を伴うことも必要とすると考える。[5]

## 主要著書
- 正田彬と共編『独占禁止法を学ぶ : 経済憲法入門』（有斐閣、1976年初版・1999年第4版）
- 『独占禁止法入門』（青林書院新社、1981年）
- 『経済規制と競争政策』（成文堂、1983年）
- 『寡占体制と独禁法』（有斐閣、1983年）
- 今村成和ほか共編『注解経済法 上下巻』（有斐閣、1985年）
- 『独占禁止法』（有斐閣、1987年初版・1998年第4版）
- 奥島孝康・江口公典・本間重紀と共著『企業結合と法』（有斐閣、1991年）
- 厚谷襄児ほか共編『教材・解説独占禁止法』（弘文堂、1996年初版・2001年第2版）